# McClure (Illinois)
Pour les articles homonymes, voir McClure.
McClure est un village du comté d'Alexander dans l'Illinois, aux États-Unis,. Il est incorporé le 22 avril 2005. Lors du recensement de 2010, le village comptait une population de 402 habitants. Elle est estimée, en 2016, à 329 habitants.

## Source de la traduction
- (en) Cet article est partiellement ou en totalité issu de l’article de Wikipédia en anglais intitulé « McClure, Illinois » (voir la liste des auteurs).